# Povijest hrvatske psihijatrije
Povijest hrvatske psihijatrije je relativno kratka te je treba sagledavati u kontekstu povijesti hrvatskog naroda i hrvatske države. Hrvatski je narod svoji samostalnost izgubio u dvanaestom stoljeću, a ponovno ju je dobio tek 1991. godine raspadom bivše Jugoslavije. Govoreći o razvoju, a posebno o početcima razvoja hrvatske psihijatrije, treba imati na umu činjenicu da su tuđinska vlast, kao i druge povijesne okolnosti znatno utjecale na razvoj iste. Tako se npr. dozvola za osnivanje i izgradnji zemaljske ludnice u Zagrebu (današnja Psihijatrijska bolnica Vrapče) čekala od Bečkog dvora oko dvadesetak godina, a same pripreme za njezinu gradnju trajale su čak trideset godina. Prvi psihijatrijski odjel u Rijeci osnovan je u vrijeme kad Rijeka nije bila u sastavi Hrvatske. U vrijeme bivše Jugoslavije u Hrvatskoj je osnovano više psihijatrijskih ustanova, odnosno formirano je više psihijatrijskih bolničkih odjela (kreveta) nego što su to zahtijevale njezine potrebe. U hrvatskim psihijatrijskim bolnicama zbrinjavani su mnogi bolesnici iz ostalih republika Jugoslavije. Razvoj hrvatske psihijatrije kasnio je za razvojem one u svijetu, ali je slijedio primjer svjetske psihijatrije. Neki segmenti psihijatrije su puno kasnili za svijetom, ali neki su se paralelno koristili kako i u svijetu, tako i u Hrvatskoj (npr. prvi antipsihotik u Hrvatskoj je primijenjen 1953. godine, samo godinu kasnije od njegove prve primjene u Francuskoj).

## Osnivanje psihijatrijske bolnice Vrapče
Povijest hrvatske psihijatrije počinje osnivanjem i izgradnjom Psihijatrijske bolnice Vrapče. Ona je izgrađena u Zagrebu krajem 19. stoljeća (tada nazvana Zavod za umobolne Stenjevec). Gradnja bolnice započela je 1877. godine, a završena je za dvije godine. Prvi bolesnici u nju se premjestili 15. i 16. studenoga 1879. godine iz 13. ludničkog razdjela Opće bolnice Braće milosrdne u Zagrebu. Bolnica je prvotno bila namijenjena za oko 300 bolesnika, ali je taj broj premašen te se izvršila dogradnja i proširenje bolnice. Bolnica 1932. godine osniva u neposrednoj blizini, u Jankomiru u Zagrebu, stacionar za 130 kroničnih duševnih bolesnika. Danas psihijatrijska bolnica Vrapče raspolaže s približno 850 psihijatrijskih kreveta.

## Osnivanje drugih psihijatrijskih bolnica
U Pakracu je 1905. godine osnovana psihijatrijska bolnica s otprilike 100 kreveta. Nakon nekog vremena, točnije sedamdesetih godina 20. stoljeća postaje dio Opće bolnice u Pakracu. U rujnu 1991. godine bolesnici (njih otprilike 250) su evakuirani iz bolnice zbog opasnosti od stradanja u ratnim razaranjima. Nakon završetka rata bolesnici se u nju nisu vraćali, te se ne planira njena obnova. 
Godine 1934. u dvorcu u Popovači, istočno od Zagreba, dr.Ivan Barbot osniva psihijatrijsku bolnicu koja danas nosi njegovo ime. Ta bolnica danas raspolaže s oko 650 kreveta.
U Zemuniku Donjem kod Zadra godine 1938. otvoren je psihijatrijski odjel kapaciteta 80 kreveta koji je bio depadansa šibenske psihijatrije. Kasnije se odjel pripaja općoj bolnici u Zadru, a na kraju egzistira kao samostalna psihijatrijska bolnica s otprilike 250 psihijatrijskih kreveta. Bolnica je zatvorena 1991. zbog ratnih operacija.
Godine 1955. osnovane su na otocima Rabu i Ugljanu, u napuštenim vojarnama i barakama psihijatrijske bolnice koje i dan danas postoje. U svakoj od tih bolnica danas se nalazi oko 450 bolesnika. 
Depadansa za kronične psihijatrijske bolesnike Psihijatrijske bolnice Vrapče u Jankomiru godine 1958. postaje samostalna psihijatrijska bolnica Jankomir (danas Psihijatrijska bolnica Sveti Ivan) koja ima približno 500 kreveta.

## Osnivanje i razvoj psihijatrijskih klinika
Prema hrvatskim zakonima klinika je zdravstvena ustanova, ili njezin dio, u kojoj se uz dijagnosticiranje bolesti i liječenje bolesnika odvija edukacija studenata i provode znanstvena istraživanja. Uz adekvatan prostor, klinika mora imati određeni broj visokostručnih kadrova. Klinike su u pravilu vezane uz neki od visokoškolskih zdravstvenih institucija (fakulteti). U tim klinikama se educiraju studenti medicine te specijalizanti. Svaka od klinika ima jako razvijenu polikliničku službu i dnevni bolnicu.

### Klinika za psihijatriju KB Osijek
Ona je dobila naslov Klinike Medicinskog fakulteta Sveučilišta u Zagrebu 1988. godine, temeljem nastavne potrebe studija medicine u Osijeku i udovoljenih kriterija za taj naslov. Prvi predsjednik klinike bio je prof. dr. sc. Nikola Mandić (1988. – 2003.). Na klinici je zaposleno 18 liječnika (14 specijalista i 4 specijalizanta), 2 psihologa, 1 pedagog, 1 tajnik, 9 viših medicinskih sestara i 29 medicinskih sestara za njegu. 

### Klinika za psihijatriju KB Rijeka
Liječenje psihijatrijskih bolesnika u Rijeci započelo je davne 1823. godine u bolnici koja je smještena u Belom Kamniku. Od 1925. duševni bolesnici se liječe u sadašnjoj zgradi Klinike za psihijatriju.  Prvi specijalist neuropsihijatar je prof. dr. sc. Zvonimir Sušić. Osnivanjem Medicinskog fakulteta u Rijeci godine 1955., neuropsihijatrijski odjel dobiva naziv Klinika za neurologiju i psihijatriju, a godine 1974. dolazi do razdvajanja neurologije i psihijatrije u dvije klinike. Klinikom rukovodi prof. dr. sc. Ljiljana Moro od 1992. godine, a na klinici rade još petero docenata i tri asistenta.

### Klinika za psihijatriju KBC Split
Početci organizirane hospitalne skrbi za psihijatrijske bolesnike u Splitu datiraju od jeseni 1943. godine kada je Opća bolnica Split za duševne bolesnike odvojila nekoliko kreveta u jednoj podrumskoj prostoriji. Na odjeli radi jedan liječnik specijalist uz nekoliko priučenih bolničara, sve do 1958. godine, kada počinje raditi još jedan liječnik specijalist uz dvije medicinske sestre. Godine 1974. odjel se seli u zgradu nove bolnice na Firulama, a godine 1980. formalno se odvaja psihijatrija od neurologije. Prvi šef odjela bio je prim. dr. Viktor Ostrovidov, a od 1962. godine šef odjela i predstrojnik klinike je prof. dr. Borben Uglešić. Uglešić odlazi u mirovinu 1988. godine, a vođenje klinike preuzima prof. dr. Goran Dodig. Danas uz prof. Dodiga na klinici rade još i dva asistenta. Današnja organizacija čini 101 bolesnički krevet, dnevna bolnica s 15 mjesta, ambulantno-poliklinički odjel (44.487 oregleda 2001. godine), služba kliničke psihologije, služba socijalne skrbi te 111 zaposlenih.

### Klinika za psihijatriju KBC Zagreb
Prva neuropsihijatrijska klinika u Zagrebu osnovana je davne 1921. godine, nekoliko godina nakon (1917.) osnivanja medicinskog fakulteta. Ona je od samog osnutka djelovala kao klinika. Prvi bolesnici primljeni su na liječenje davne 1923. godine. Klinika je bila smještena u jednoj zgradi u Kukovićevoj ulici te je imala oko 45 kreveta. U sadašnju zgradu KBC na Rebru premještena je 1943. godine. Prvi predstojnik je bio prof. dr. Mihajlo Lapinskij (1862. – 1948.). Danas je klinika organizirana u tri zavoda, a to su Zavod za socijalnu psihijatriju, Zavod za biologijsku psihijatriju te Zavod za kliničku psihijatriju. Ukupno na klinici radi 114 osoba, od toga 25 psihijatara, 6 specijalizanata, 3 psihologa, 45 medicinskih sestara, 3 okupaciona terapeuta te 4 EEG tehničara.